# Berta fenestrata
Berta fenestrata là một loài bướm đêm trong họ Geometridae.